# Michaił Pierchin

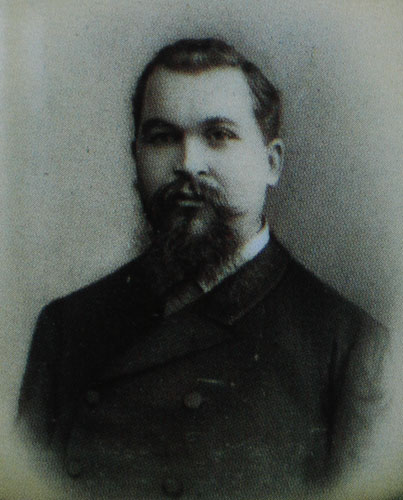

Michaił Jewłampijewicz Pierchin (ur. 23 maja?/4 czerwca 1860 w dieriewni Okułowskiej nad jeziorem Onega, zm. 28 sierpnia?/10 września 1903 w Petersburgu) – rosyjski złotnik, jubiler czynny w Petersburgu. Przez wiele lat pracował dla firmy złotniczej Fabergé, gdzie kierował pracownią w Petersburgu.
Michaił Pierchin pochodził z rodziny chłopskiej. Jako dziecko przeniósł się do Petersburga, gdzie rozpoczął naukę złotnictwa w szkole rzemiosła. W roku 1884 zdał egzamin mistrzowski.
Już w 1895 roku źródła notują go jako kupca drugiej gildii w Petersburgu.
Terminował w pracowni złotniczej Erika Kollina. W początku lat osiemdziesiątych związał się z Dostawcą Dworu Jego Cesarskiej Wysokości firmą Fabergé.
W roku 1886 został głównym mistrzem w petersburskim oddziale firmy Fabergé, co dawało mu pozycję głównego mistrza projektanta w firmie.
W okresie 1886–1903 był jednym z wiodących złotników Petersburga. Pierchin to artysta niezwykle kreatywny.
W czasie, gdy był głównym mistrzem firmy odcisnął swoje piętno na stylu wyrobów Fabergé. W jego pracowni powstały wszystkie, najlepsze wyroby Fabergé z końca XIX wieku. Był projektantem prezentów zamówionych na okoliczność koronacji cara Mikołaja II, wielu jajek wielkanocnych i większości dzieł wykonanych w stylu neorokokowym.
Wprowadził do wyrobów Fabergé nowe techniki i materiały, na przykład przeźroczyste emalie, różnokolorowe złoto i wykonane z kamieni ozdobnych figurki zwierząt i kwiatów.
Jest autorem wielu cesarskich prezentów wielkanocnych w formie jajek, tzw. jajek Fabergé. W jego pracowni powstały wszystkie jajka wykonane w latach 1887–1903. Większość z nich to projekty Michaiła Pierchina.